# Forêt en Finlande

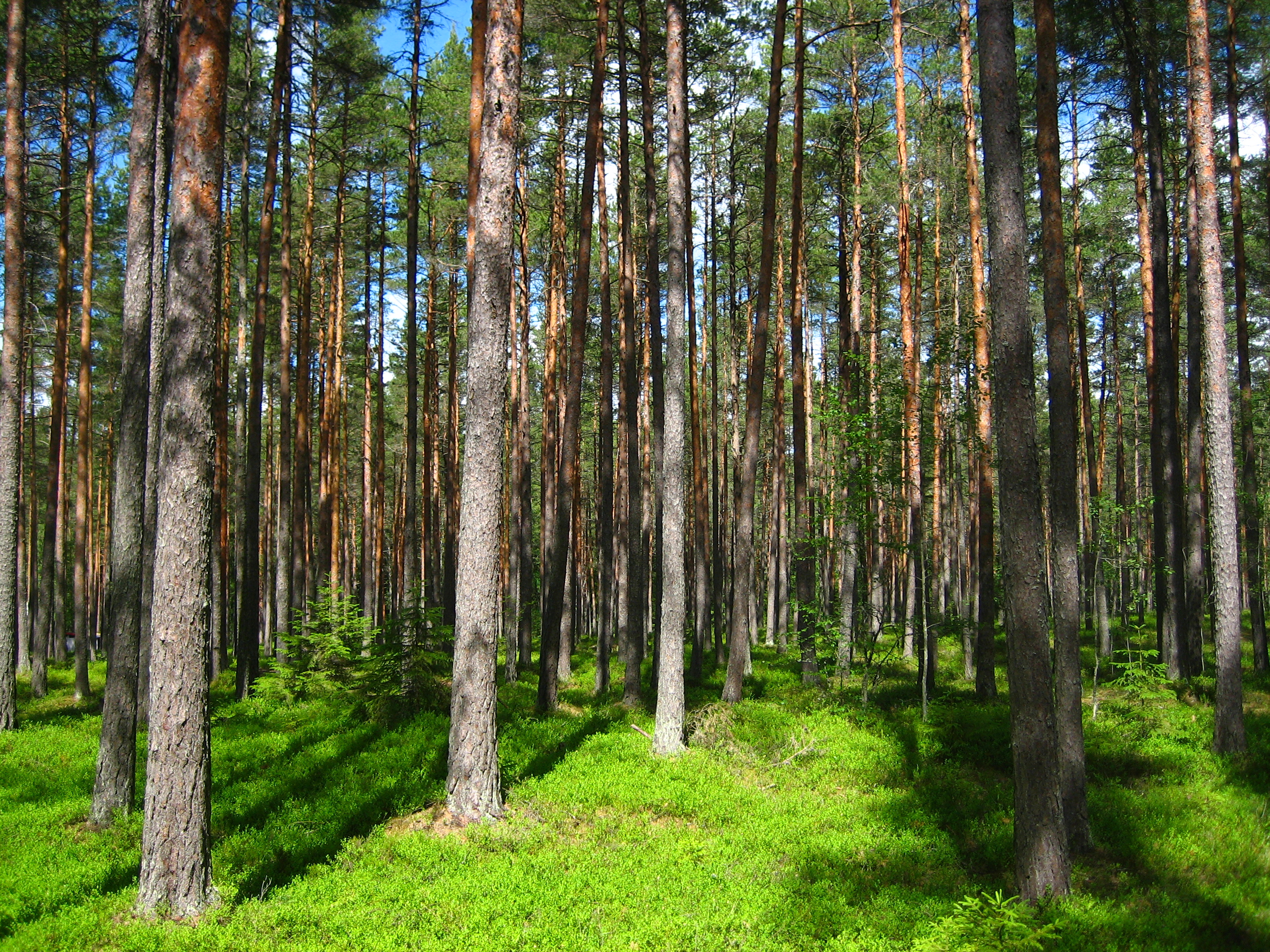
Pinède sur sol sablonneux dans le Satakunta.

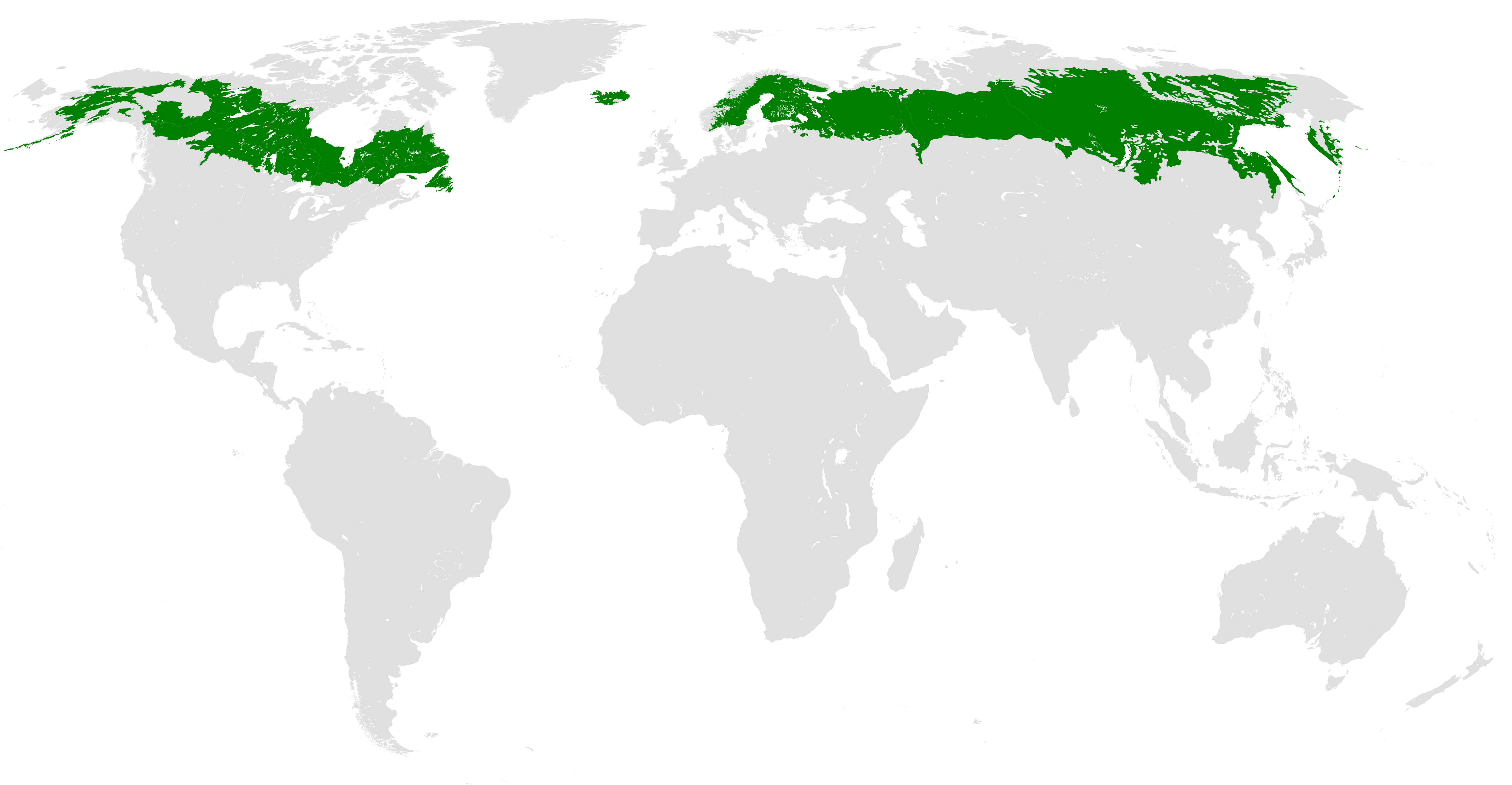
La Taïga.

La Forêt en Finlande ou forêt de la Finlande appartient à la  forêt boréale  ou Taïga.

## Couverture forestière
La Finlande est l'un des pays les plus boisés avec 71,6 % de sa superficie couvertes de forêts, soient 230 000 km2.
Les suivants sont le Japon (61,8 %) et la Suède (56 %).
La superficie totale des forêts de Finlande est de 26,3 millions d'hectares.
La superficie de forêts marécageuses est de 9,1 millions d'hectares (34 %).
Le volume total d'arbres est d'environ 2,1 milliards de mètres cubes. L’accroissement annuel est de 80 millions de mètres cubes dont 55 millions de mètres cubes destinés
à l’industrie et 15 millions de mètres cubes enlevés sous forme de bois de chauffage.

## Espèces
En Finlande on compte une trentaine d’espèces d’arbres dont les plus courantes sont le pin de Sibérie, l’épicéa et le bouleau.
Les conifères représentent environ 80 pour cent du volume du bois des forêts.

## Propriété
Le secteur privé possède 52 % de la superficie boisée, l'état 35 % et l'industrie sylvicole 8 %.
Les 5 % restants se répartissent entre les communes, les paroisses et autres groupements.
Les zones protégées forment 11,2 pour cent de la surface du territoire national, soit 7,6 pour cent des forêts, ce qui correspond à la surface de la Belgique.
Ces zones sont concentrées en Finlande du Nord.